# Koop op afbetaling
Koop op afbetaling is een soort koopovereenkomst. Het is een van de bijzondere overeenkomsten geregeld in boek 7a van het Burgerlijk Wetboek. De koper verwerft wel direct de eigendom over het gekochte, maar mag de koopprijs in termijnen betalen. Het verschil met de huurkoop is dat daarbij het eigendom pas na betaling van de laatste termijn overgaat op de huurkoper.
De wettelijke regeling van de koop op afbetaling is nog een restant van het oude Burgerlijk Wetboek. De regeling is er vooral op gericht de koper te beschermen. Dat brengt mee dat de regeling grotendeels dwingend recht is, waarbij uitsluitend in het voordeel van de koper mag worden afgeweken. Koop op afbetaling kan mondeling worden overeengekomen, maar als de verkoper een boete wil bedingen, bijvoorbeeld op het te laat betalen van een termijn, dan kan dat alleen met een schriftelijk contract. Indien de boete buitensporig is dan kan deze door de rechter worden gematigd. Bovendien moet de koper eerst in gebreke worden gesteld voordat de boete verschuldigd kan worden. De koper heeft altijd het recht om toekomstige termijnen eerder te betalen. Voor zover de koper een machtiging heeft verleend om betaling van de termijnen rechtstreeks door zijn werkgever te laten betalen geldt dat de koper zijn volmacht altijd kan herroepen.